# Campeonato Mundial de Natação Síndrome de Down 2008
A quarta edição do Campeonato Mundial de Natação Síndrome de Down foi realizada em Albufeira, entre os dias 27 de novembro de 2008 e 4 de dezembro de 2008.

## Medalhistas
Por Portugal, receberam medalhas de ouro Fábio Fernandes (25 metros livres), Mannie NG (200 metros costas), Filipe Santos (50 metros costas) e Ivan Simmons (25 metros bruços)..
Pelo Brasil, competiram apenas dois atletas: Pedro Fernandes e Tiago, que levaram várias medalhas. 